# La Loi de la guerre
Pour plus de détails, voir Fiche technique et Distribution.
La Loi de la guerre (italien : Legge di guerra, allemand : Liebe, Freiheit und Verrat) est un film de guerre dramatique italo-germano-français sorti en 1961, réalisé par Bruno Paolinelli.

## Synopsis
Pendant l'hiver 1943, en Bosnie, occupée par la Wehrmacht allemande. Dans la nuit, un partisan fait exploser un train de munitions allemand, et trois soldats sont carbonisés dans l'explosion. Il se cache ensuite dans le clocher de son village. Le lendemain, un commando allemand suit ses traces, avec l'ordre d'abattre une trentaine d'otages en représailles. À 14h30, les hommes sont ramassés, quel que soit leur âge ou leur opinion, un sur cinq par maison. Mais le capitaine allemand donne jusqu'à 16 heures pour que le responsable puisse se rendre et épargner les otages. Le film décrit ce moment d'attente.
L'homme dans le clocher de l'église, c'est l'instituteur du village Mirco qui ne s'attendait pas à un tel développement. Des groupes de partisans plus importants devaient boucler la vallée après l'attaque et empêcher les mesures de représailles. Cependant, l'aide n'est pas arrivée. Doit-il alors se rendre ? Il opte pour la "loi de la guerre" qui lui permet d'agir sans pitié. Laisser fusiller les otages signifie encore aider les partisans, car les Allemands provoquent alors la haine contre eux-mêmes.
Entre-temps, cependant, les villageois ont agi. Ils pensent que l'horloger Rede est l'assassin et le livrent, rachetant ainsi leurs trente hommes. Pour lui, Mirco décide de se livrer : la mort de l'horloger, qui se comportait en fanatique haineux des Allemands et n'était qu'un lâche fanfaron, ne serait plus des représailles odieuses pour la population. Rede mourrait en tant que coupable présumé, avec l'approbation des villageois, sa mort n'aurait plus aucun effet incitatif dont Mirco pourrait être responsable « en tant que soldat ». C'est pourquoi il se présente « comme un être humain » - et se laisse tirer dessus.

## Fiche technique
- Titre français : La Loi de la guerre
- Titre italien original : Legge di guerra
- Titre allemand original : Liebe, Freiheit und Verrat
- Genre : film de guerre, drame
- Réalisation : Bruno Paolinelli
- Scénario : Giuseppe Berto, Bruno Paolinelli
- Musique : Mario Nascimbene
- Photographie : Camillo Bazzoni, Aldo Scavarda, Arturo Zavattini
- Décors : Massimiliano Capriccioli
- Production : Comptor (Paris), Star (Rome)
- Format d'image : noir et blanc
- Pays :  Italie,  France,  Allemagne de l'Ouest
- Durée : 110 minutes
- Année de sortie : 1961
- Dates de sortie : 
  - Italie : 9 mai 1961
  - Allemagne de l'Ouest : 18 novembre 1967 sur la chaîne ARD.
  - France : 2 mars 1962[2]

## Distribution
- Mel Ferrer : Mirco
- Peter van Eyck : capitaine Langeman
- Magali Noël : Olga
- Jean Desailly : Rede
- Ida Galli : Daniza
- Maria Michi : Mme Macusar
- Michael Hinz : Jossip
- Paul Müller : interprète
- André Jocelyn : étudiant
- Diego Carlisi : Masch
- Stane Potokar : Mr Macusar
- Branko Plesa : don Stefano
- Mira Sardoc : Zaira
- Franz Muxeneder : sergent allemand
- Marijan Lovric : Akos
- Leonarda Bettarini : Rina
- Branca Florjanc : Rita, la fillette
- Sasa Miklavc : Lucas

## Critique
Un film rigoureux:
« [...] Autore anche del soggetto, il regista ha saputo tenersi lontano dalla facile retorica che la situazione poteva suggerirgli; ambienti, episodi e personaggi sono disegnati per tratti essenziali con un rigore che quanto più si fa sentire schivo di effetti tanto più sollecita la commozione. Il pregio del film è in questo freno, da cui prende tanta evidenza sulle figure e sui fatti, l'atmosfera di quei giorni luttuosi. Il suo difetto, una certa timidezza e schematicità rispetto all'ampiezza del tema, implicante il rapporto fra i partigiani e la popolazione civile. Ottimo il complesso degli attori [...] »
— Leo Pestelli, La Stampa,15 juin 1961
        
« [...] Également auteur du scénario, le réalisateur a su se tenir à l'écart de la rhétorique facile que la situation pouvait suggérer ; les environnements, les épisodes et les personnages sont présentés dans les traits essentiels avec une rigueur qui fait que plus il est sobre en effets, plus cela sollicite l'émotion. La valeur du film est dans ce frein, qui exprime ainsi par les figures et les faits l'atmosphère de ces jours lugubres. Son défaut, une certaine timidité et un schématisme par rapport à l'ampleur du thème, impliquant le rapport entre partisans et population civile. L'ensemble des comédiens est excellent [...] »